# Volcano (álbum)
Volcano es el noveno álbum de estudio del músico estadounidense Jimmy Buffett. Fue publicado en agosto de 1979 a través de MCA Records. El álbum alcanzó el puesto #14 en el Billboard 200 y fue certificado disco de oro por la Recording Industry Association of America (RIAA).

## Producción y grabación
El álbum fue nombrado así por el entonces volcán inactivo Soufrière Hills en la isla de Montserrat en las Indias Occidentales Británicas, donde Buffett grabó el álbum en mayo de 1979 en los estudios AIR. (El estudio resultó gravemente dañado por el huracán Hugo en 1989 y Soufrière Hills entró en erupción nuevamente en 1995). Se realizaron grabaciones adicionales en Quadrafonic Studios en Nashville, Tennessee y Sunset Sound Studios en Los Ángeles, California en los Estados Unidos. El álbum está dedicado a la esposa de Buffett y su hija, Savannah Jane Buffett, que nació justo antes de su lanzamiento.

## Recepción de la crítica
Un escritor no especificado de la revista Cash Box escribió: “Si bien [Jimmy] Buffett no abre nuevos caminos temática o musicalmente en Volcano, sí se las arregla para crear su álbum más consistentemente agradable hasta el momento”. Un escritor no especificado de la revista Billboard elogió la escritura, la producción y la maestría musical del álbum. Un escritor no especificado de la revista Record World escribió: “El astuto sentido del humor de Buffett y sus buenos ritmos lo han convertido en una celebridad entre los oyentes masculinos y esta nueva colección de melodías sin duda encontrará el favor allí primero”.
Reece Bithrey de UNTITLED comentó: “Con su mezcla ecléctica de éxitos y rarezas, está diseñado para aquellos que buscan profundizar un poco más en el catálogo anterior del maestro del sonido de la isla. Están los éxitos para complacer a las masas, pero Volcano es una colección de pistas de Buffett que solo se pueden apreciar verdaderamente como un colectivo. Es simplemente irresistible”. En su reseña retrospectiva para Allmusic, Vik Iyengar escribió: “Parece que Buffett no tiene tantas ideas profundas para compartir en este lanzamiento. La ayuda vocal de James Taylor en «Treat Her Like a Lady» se suma al coro, pero en general las baladas no son interesantes. Como resultado, este álbum marca un punto bajo para Jimmy Buffett en una década en la que entregó un álbum sólido tras otro”.

## Lista de canciones
Todas las canciones escritas y compuestas por Jimmy Buffett, excepto donde esta anotado. 
| Lado uno |                                                              |          |  |
| N.º      | Título                                                       | Duración |  |
| 1.       | «Fins» (Buffett, Deborah McColl, Barry Chance, Tom Corcoran) | 3:28     |  |
| 2.       | «Volcano» (Buffett, Keith Sykes, Harry Dailey)               | 3:40     |  |
| 3.       | «Treat Her Like a Lady» (Buffett, David Loggins)             | 4:21     |  |
| 4.       | «Stranded on a Sandbar»                                      | 3:12     |  |
| 5.       | «Chanson Pour Les Petits Enfants»                            | 4:08     |  |

| Lado dos |                                 |          |  |
| N.º      | Título                          | Duración |  |
| 1.       | «Survive» (Buffett, Mike Utley) | 4:52     |  |
| 2.       | «Lady I Can't Explain»          | 2:45     |  |
| 3.       | «Boat Drinks»                   | 2:41     |  |
| 4.       | «Dreamsicle»                    | 2:20     |  |
| 5.       | «Sending the Old Man Home»      | 3:28     |  |

## Posicionamiento

### Gráfica semanal
| Gráfica (1979–80)                             | Pico de posición |
| --------------------------------------------- | ---------------- |
| Australia (Kent Music Report)                 | 50               |
| Canadá (RPM Top Albums/CDs)                   | 26               |
| Canadá (RPM Country Albums/CDs)               | 9                |
| Estados Unidos (Billboard 200)                | 14               |
| Estados Unidos (Billboard Top Country Albums) | 13               |

### Gráfica de fin de año
| Gráfica (1979)                   | Pico de posición |
| -------------------------------- | ---------------- |
| Estados Unidos (Cashbox Top 100) | 68               |

## Certificaciones y ventas
| País                  | Certificación | Ventas  |
| --------------------- | ------------- | ------- |
| Estados Unidos (RIAA) | Oro           | 500,000 |